# Martin Thomas, Baron Thomas of Gresford

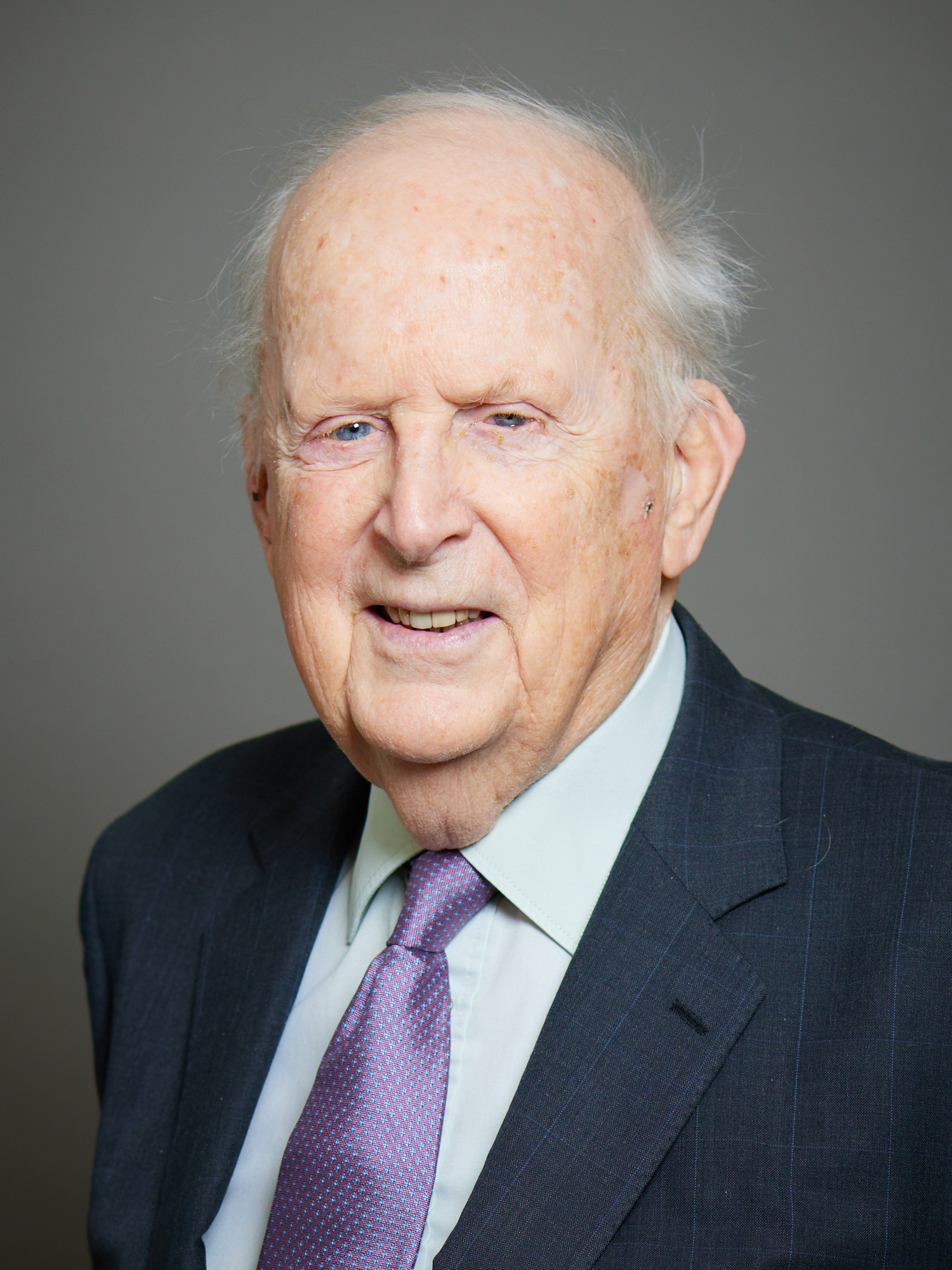
Martin Thomas, Baron Thomas of Gresford, 2022

Martin Thomas, Baron Thomas of Gresford OBE QC (* 13. März 1937 in Wrexham) ist ein britischer Jurist und Politiker der Liberal Party sowie nunmehr der Liberal Democrats, der seit 1996 Mitglied des House of Lords ist.

## Leben

### Rechtsanwalt und erfolglose Unterhauskandidaturen
Nach dem Besuch der Grove Park Grammar School in Wrexham absolvierte Thomas ein Studium der Rechtswissenschaften sowie der Klassischen Altertumswissenschaften am Peterhouse der University of Cambridge und schloss diese Studien mit einem Bachelor of Laws (LL.B.) sowie einem Master of Arts (M.A. Classics) ab. Nach Beendigung des Studiums war er zwischen 1961 und 1966 als Solicitor tätig und im Anschluss zeitweise Lektor.
Mitte der 1960er begann Thomas sein politisches Engagement in der Liberal Party und kandidierte bei den Unterhauswahlen am 15. Oktober 1964, 31. März 1976 sowie 18. Juni 1970 jeweils erfolglos im Wahlkreis West Flintshire für ein Mandat im House of Commons.
Nachdem er zwischenzeitlich 1967 als Barrister bei der Anwaltskammer von Gray’s Inn zugelassen wurde, war er anschließend als Rechtsanwalt tätig. Nachdem er zwischen 1967 und 1969 Vize-Vorsitzender der Liberal Party von Wales war, war er von 1969 bis 1974 Vorsitzender der Welsh Liberal Party.
Daneben setzte er auch seine politische Laufbahn innerhalb der Liberal Party weiter fort und bewarb sich für diese bei den Unterhauswahlen am 28. Februar 1974, 15. Oktober 1974, 3. Mai 1979, 9. Juni 1983 sowie letztmals 11. Juni 1987 abermals erfolglos für einen Sitz im Unterhaus, wobei er bei diesen Wahlen jeweils im Wahlkreis Wrexham antrat. Thomas, der seit 1975 Präsident der Liberal Association von Wrexham ist, war von 1977 bis 1979 Präsident der Liberal Party in Wales.

### Richter und Oberhausmitglied
Neben seinem politischen Engagement wurde Thomas 1974 zum stellvertretenden Circuit Judge ernannt und war danach zwischen 1976 und 1995 Recorder am Crown Court. Aufgrund seiner juristischen Verdienste wurde er 1979 zum Kronanwalt berufen. Des Weiteren gehörte er zwischen 1985 und 1993 der Verbrechensentschädigungsbehörde (Criminal Injury Compensation Board) als Mitglied an.
Zuletzt war Thomas, der zwischen 1991 und 1993 erst Vizepräsident und dann 1993 Präsident der Liberal Democrats in Wales war, während seiner richterlichen Laufbahn zwischen 1995 und 1996 stellvertretender Richter am High Court of Justice.
1996 wurde er als Life Peer mit dem Titel Baron Thomas of Gresford, of Gresford in the County Borough of Wrexham, in den Adelsstand erhoben und gehört seither als Mitglied dem House of Lords an.
Während seiner langjährigen Mitgliedschaft im Oberhaus war er zunächst von 1996 bis 2004 Sprecher der Fraktion der Liberal Democrats für Wales und Inneres (Home Office). Im Anschluss wurde er 2004 zum Mitglied des Schattenkabinetts seiner Partei berufen und war dort zuerst Schatten-Attorney General, danach zwischen 2006 und 2007 Schatten-Lordkanzler sowie danach von 2007 bis 2010 erneut Schatten-Attorney General sowie Sprecher der Liberal Democrats für Justiz. Darüber hinaus ist er Vorsitzender der Lloyd George Society.
Seit 2005 ist er in zweiter Ehe mit Joan Walmsley, Baroness Walmsley verheiratet. Damit gehören er und seine Frau zu den wenigen Paaren in der britischen Geschichte, die aufgrund eines eigenen Adelstitels Mitglied des Oberhauses sind.